# Vicente Araguas
Vicente Araguas Álvarez (Xuvia, Santa María de Neda, concello de Neda, provincia de La Coruña, 24 de septiembre de 1950) es un músico y escritor español, uno de los fundadores en 1968 del grupo Voces Ceibes.

## Trayectoria
Se licenció en Filología Inglesa en la facultad de Filosofía y Letras de la Universidad de Santiago de Compostela, doctorándose en 2014 en la Universidad de la Coruña.
En 1968 dio sus primeros recitales como cantautor, integrándose en el grupo de canción protesta gallega Voces Ceibes, al tiempo que participaba en las manifestaciones universitarias que se realizaron en ese año en Santiago de Compostela. En su primer disco (1968) grabó las canciones Ahora, Poema triste, La cena y Los cuerpos (texto de Alfredo Conde). En el segundo disco (1970) grabó El camaleón y A Léo Ferré, compañero y participó en el disco colectivo Cerca de mañana (1972). En 1969 participó en Salamanca en  el Festival de la Canción de los Pueblos Ibéricos. 
En el curso 1972-1973 dio clases de lengua castellana en Glasgow, y fue allí donde comenzó a escribir sus primeros poemas que formarán Paisaxe de Glasgow. Desde septiembre de 1974 reside en Madrid y ejerce la docencia en el centro educativo Logos (en Las Rozas de Madrid).
Comparte la actividad docente con la de crítico literario en Leer y Revista de Libros y la de columnista en Diario de Ferrol, La Región y El Correo Gallego. Por esta última actividad consiguió el Premio Reimóndez Portela de Periodismo.  Sus poemas están en diferentes antologías de poesía gallega, la última, Poetízate, habiendo sido traducidos al italiano por Emilio Coco y Sabrina Lembo, al catalán por Manuel Costa-Pau, ao portugués por Viale-Moutinho, al inglés por Mike Warren-Piper y al checo por Klára Goldstein. Dirige la revista OLGA, de Poesía Gallega en Madrid, fundada por Sabino Torres y comandada por Rafael Yáñez y Manuel Pereira Valcárcel.  Ha sido también traductor de Stevenson, Seamus Heany, James Joyce y Hobbes (al gallego) y de Dario Xohán Cabana, Celso Emilio Ferreiro, Derek Walcott, Vinicius de Moraes y Eça de Queiroz (al castellano).
Profesor de la Universidad Senior de la UCM, ha explicado cursos monográficos sobre "El adulterio femenino en la novela del XIX", "Mayo del 68" y "Canción de autor: texto, contexto y pretexto".

## Obra

### Poesía
- Paisaxe de Glasgow, 1978, Edicións Castrelos.
- Ás veces en domingo abonda coa ternura, 1980, Edicións Castrelos.
- Poemas pra Ana Andrea, 1982, Editorial Analecta.
- Xuvia, 1984, Brais Pinto.
- Caleidoscopio, 1988, Edicións Río Xuvia.
- Oficio de ollar, 1992.
- Campo santo, 1994, en colaboración con el grabador portugués Manuel Patinha.
- O gato branco, 1995, Espiral Maior.
- Billarda, 1999, Huerga y Fierro (antología de poemas, gallego-español).
- Río Matinal, 2000, Espiral Maior.
- Maneiras de querer, 2005, Espiral Maior (poesía completa).
- Vintecatro maneras de querer a Brian, 2008 (edición bilingüe, gallego-español).
- Xuvia revisitada, 2008, Sociedad de Cultura Valle-Inclán.
- Cando fóramos nevar, 2013, Colección Soláster.
- Guarda che luna!, 2013, Libros de Ariadna.
- No se llora con la boca llena (Cómo un  verano en Neda), 2014, Sial/ Pigmalión (trad. al italiano por Sabrina Lembo No si piange con la bocca piena (Come un´estate a Neda), 2016, Lepisma)
- Soleá, 2016, Sial/ Pigmalión.
- Hai tanto que non estabas/Hace tanto que no estabas, 2017, Amargord.
- 0 amor non se fala soamente (Ronsel do 68), (2017), Medulia
- Ayer y todavía, (2019), Sial/ Pigmalión.
- Basilio de Brito ha vuelto a Lisboa (2020), Sial/ Pigmalión. (trad. al portugués por José Viale Moutinho. "Basilio de Brito voltou a Lisboa", 2022, Ed. Afrontamento)

### Ensayo
- Voces Ceibes, 1991, Xerais.
- Miudiño, Escolma (2001-2012), 2013, Ediciones Embora.
- Manuel María: un home de mil pezas, 2016, Ediciones Embora.
- Él mundo poético de Bob Dylan, 2017. Sial/ Pigmalión.

### Narrativa
- Agora xa foi, 2000, Laiovento.
- A canción do veran, 2001, Ir Indo.
- Xuvia-Neda, 2010, Xerais. Relatos. Versión en castelán de Andrea Araguas Baliño, 2013, Huerga y Fierro.
- Ada y los ratones colorados. 2013. Ediciones Embora. Ilustraciones: Carmen Fernández Cornejo.
- Nos dió por llorar mientras llovía. 2014. Lastura. Relatos.
- Ada pierde la cabeza/ Ada perde a cabeza/ Ada loses her head, 2015. Sial/ Pigmalión. Ilustracións: Carmen Fernández Cornejo. (Premio Escriduende, Feria de él Libro, Madrid, 2015).
- Los pavos trufados, 2018. Lastura.Relatos.
- "Través do trebón", 2020. Belagua. Novela.
- "Viaje al país de la luna. Amadeo I", 2022. Sial/ Pigmalión. Novela.
- "O lugar onde vou", 2022. Editorial Galaxia. Relatos.

## Premios
- Premio periodístico Manuel Reimóndez Portela.
- Pedrón de Honra.
- Insignia de Oro de Ferrol.
- Hijo Predilecto de Neda.
- Premio Patrimonio Musical de Galicia.